# Blepharipa chryseps
Blepharipa chryseps là một loài ruồi trong họ Tachinidae.